# Burchard von Oettingen
Burchard von Oettingen (* 30. September 1850 auf Meddum, Estland; † 2. Mai 1923 in Estland) war Königlich preußischer Oberlandstallmeister.

## Familie
Er entstammte dem ursprünglich aus Westfalen stammenden Adelsgeschlecht Oettingen und war der Sohn des August von Oettingen (1823–1908), Rittergutsbesitzer, Livländischer Landmarschall, Landrat, Zivilgouverneur und Stadthaupt von Riga, und dessen Ehefrau Ida von Wilcken (1827–1893). Burchard von Oettingen hatte zwei Brüder und zwei Schwestern.
Oettingen heiratete 1878 Anna Freiin von Wolff (1857–1925). Das Ehepaar hatte zwei Kinder, Marissa Emily (1879–1969) und Otto Krafft (1880–1917), welcher beim Kgl. preuß. Reg. 155 stand.

## Leben
Nach dem Schulbesuch am livländischen Rittergymnasium in Birkenruh bei Wenden in Livland studierte er Mathematik an der Kaiserlichen Universität Dorpat. Obgleich er Untertan des russischen Zaren war meldete er sich beim 1. preuß. Garde-Feldartillerie-Regiment, wo er 1889 als Rittmeister verabschiedet wurde. Während seiner Soldatenzeit war er ein erfolgreicher Rennreiter und schon seit seiner frühen Jugend eng mit der Reiterei verbunden. Deshalb quittierte er seinen Militärdienst, um in die Preußische Gestütsverwaltung einzutreten. In Gudwallen begann er seine Tätigkeit als Landstallmeister 1888 und übernahm 1892 die Leitung des Hauptgestüts Beberbeck in Hessen. 1893 reiste er für Pferdezuchtstudien nach Nordamerika. Mehrere Reisen, die der Pferdezucht gewidmet waren, führten ihn durch die Weiten der Sibirischen Steppen bis in die hintere Mongolei. Gekrönt wurde seine Laufbahn durch die Berufung als Oberlandstallmeister und Gestütsleiter in das Zentrum der preußischen Pferdezucht nach Trakehnen. In der Zeit von 1895 bis 1911 war Burchard von Oettingen neben seinem großen züchterischen Einsatz besonders mit der umfassenden Neugestaltung der Gestütsgebäude beschäftigt.
1913 erbaute er unter Einbeziehung seiner vielfältigen Erfahrungen auf der osthessischen Hochebene des Ringgau das großflächig angelegte Mustergestüt Altefeld nach dem Vorbild von Trakehnen.

## Trakehnen
Eine besonders große Aufgabe war der Wiederaufbau von Trakehnen, das während des Ersten Weltkrieges von den Russen zerstört wurde. Er verfügte über sehr gute Verbindungen zum Oberpräsidium in Königsberg und zur Regierung nach Berlin, so dass die notwendigen Mittel für den Wiederaufbau schnell zur Verfügung gestellt wurden. Als Trakehner-Oberlandstallmeister wurde Burchard von Oettingen 1920 von seinem Schwiegersohn Kurt Graf Sponeck, der seine Tochter Marissa geheiratet hatte, abgelöst. In Ostpreußen hat er die Trainings- und Prüfungsarbeit für die Beschäler der Landgestüte eingeführt. Das Jagdreiten mit der Meute hat er in Trakehnen aufleben lassen, ebenso führte er das Stutbuch mit viel Einsatz und Energie.
Unter der Führung von Oettingen erlangte das Gestüt weltweite Bekanntheit und Anerkennung.

## Pferdezucht
Besonders zugetan war er jedoch der Zucht der edelsten Pferde, den Vollblütern. Der große Wurf ist Burchard von Oettingen mit dem Ankauf des Vollblüters Dark Ronald gelungen. Für diesen Ausnahme-Hengst hatte die Preußische Gestütsverwaltung 1913 den hohen Preis von 500.000,- Goldmark zahlen müssen. Die bis heute erfolgreichste Hengstlinie von Surumu xx geht unmittelbar auf Dark Ronald zurück und verdeutlicht den Einfluss von Dark Ronald damals wie heute.
Im Jahre 1911 wird Burchard von Oettingen in das Preußische Ministerium für Landwirtschaft, Domänen und Forsten berufen und 1912 zum Preußischen Oberlandstallmeister ernannt. Seine Publikationen fanden große Beachtung und zählen noch heute zu den Standardwerken über Pferdezucht.

## Veröffentlichungen
- Grundzüge der Pferdezucht für Züchter und Landwirte. Verlag Paul Parey, Berlin 1921
- Die Zucht des edlen Pferdes in Theorie und Praxis / Das Vollblutpferd. Verlag Olms, ISBN 3-487-08252-7
- Über die Geschichte und die verschiedenen Formen der Reitkunst. Verlag Olms, ISBN 3-487-08437-6